# Pogonomyrmex cunicularius
Pogonomyrmex cunicularius är en myrart som beskrevs av Mayr 1887. Pogonomyrmex cunicularius ingår i släktet Pogonomyrmex och familjen myror. Inga underarter finns listade i Catalogue of Life.

## Bildgalleri

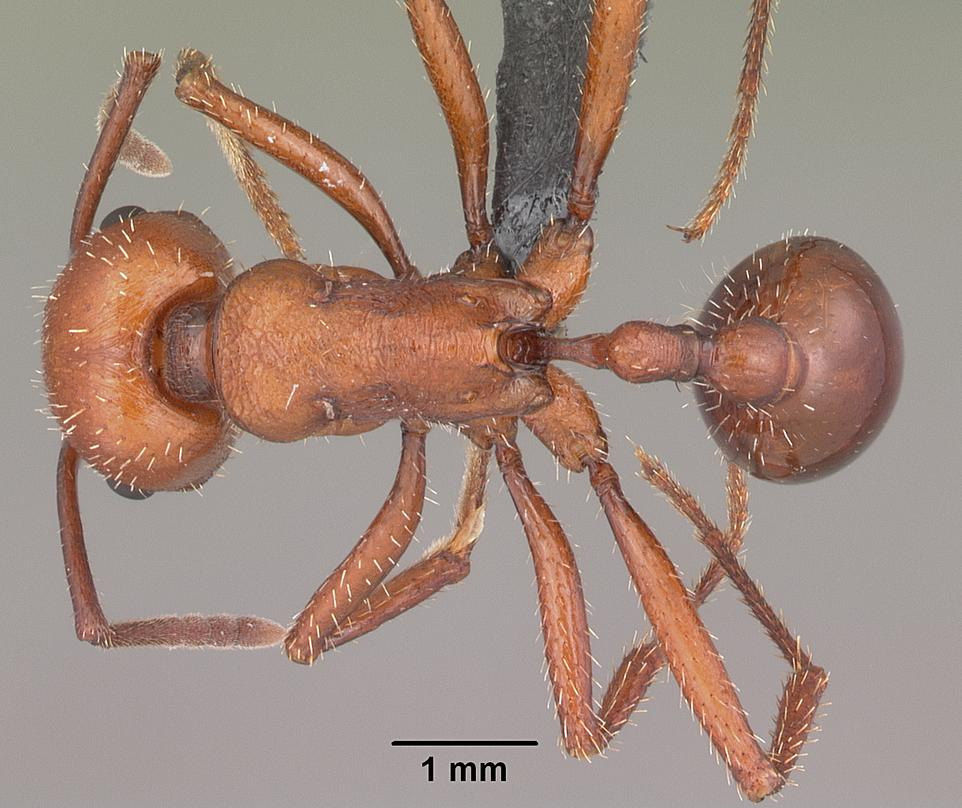
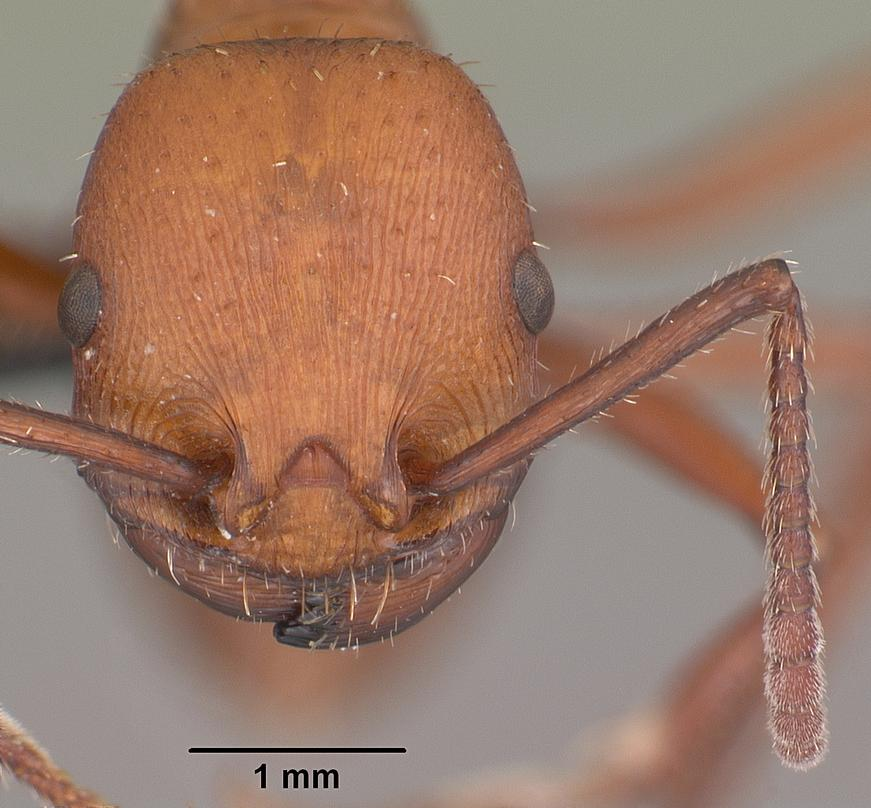
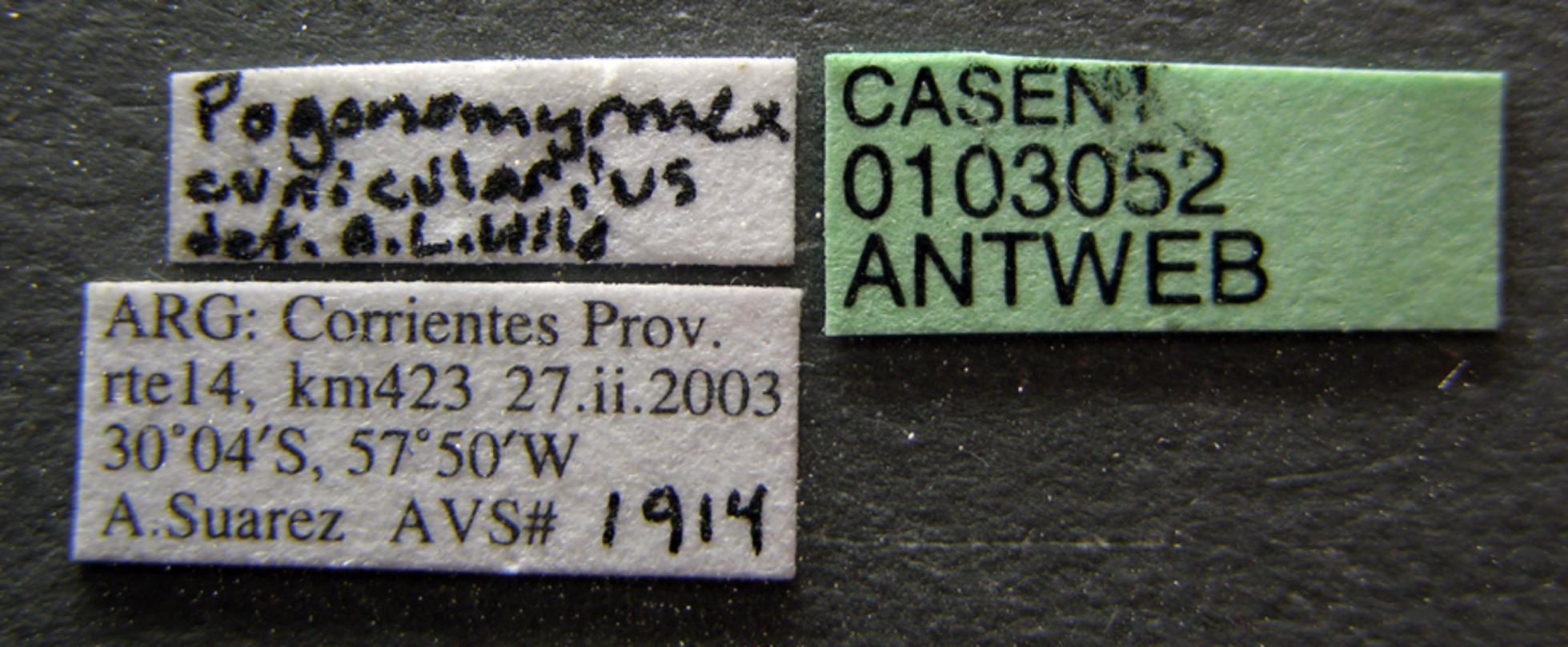
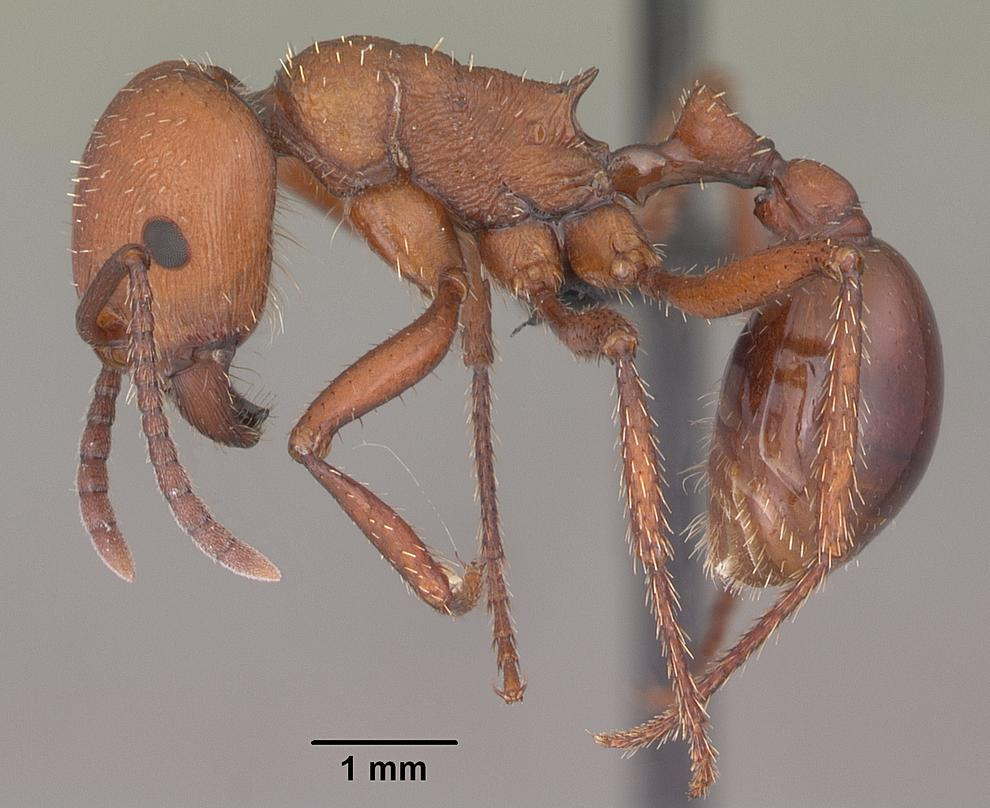
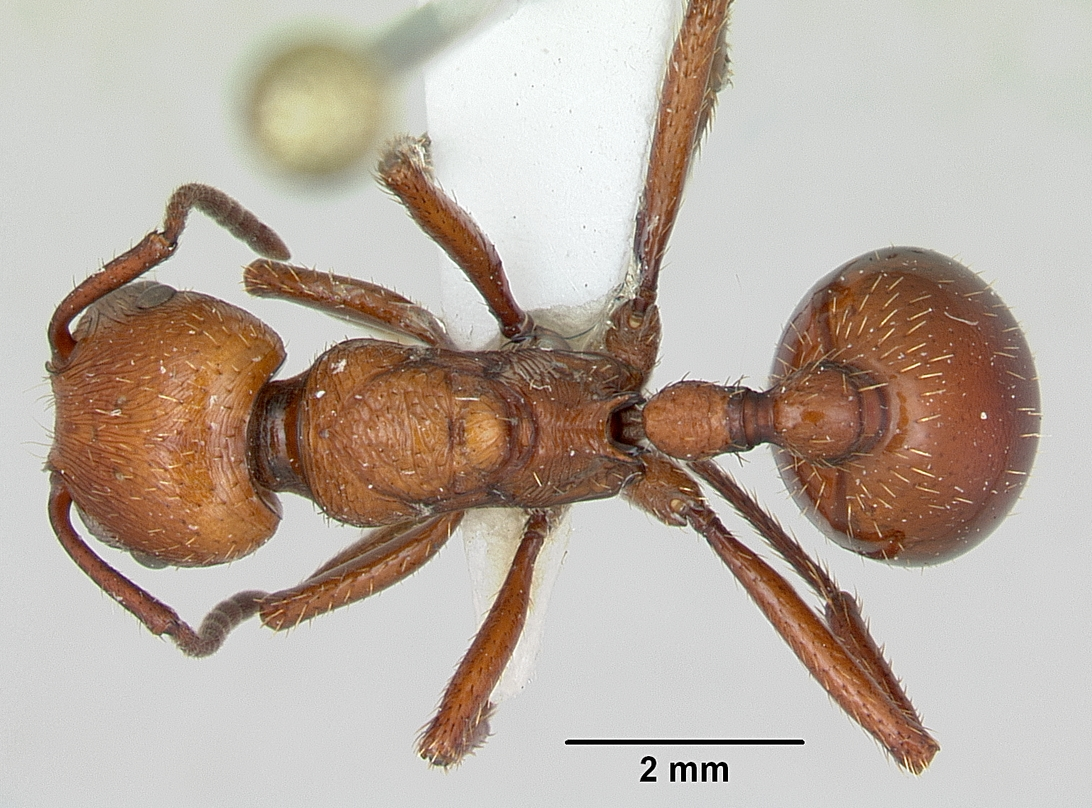
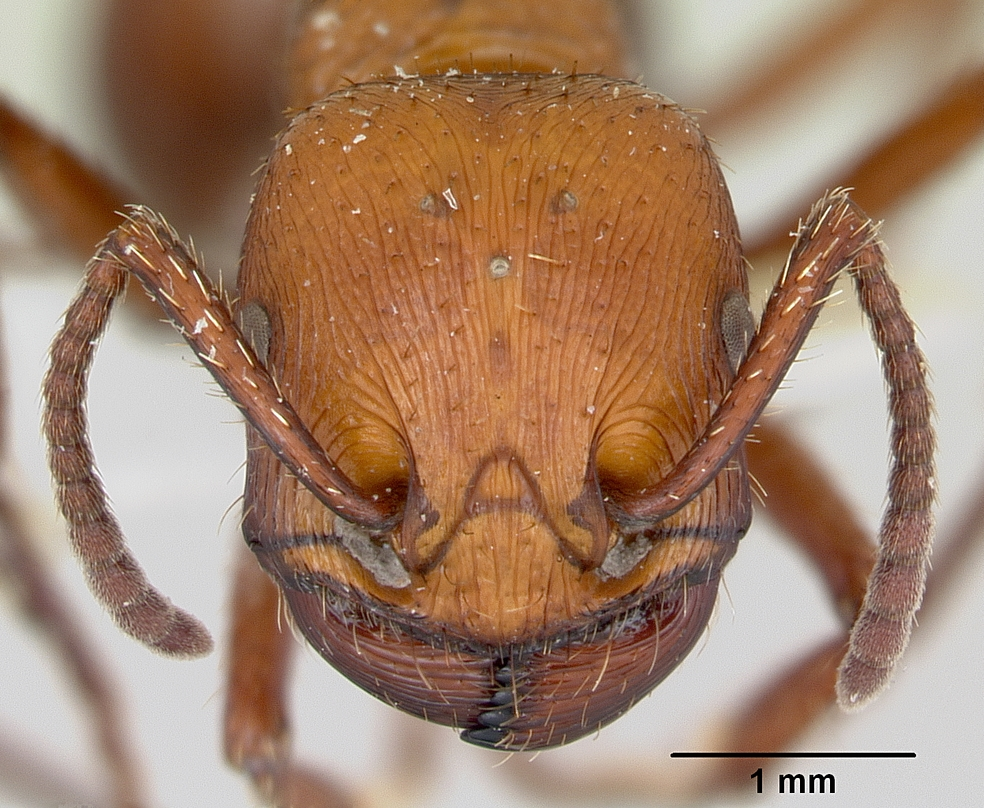